# Лука (станция метро)
«Лука» (чеш. Luka) — станция пражского метрополитена. Расположена на линии В между станциями «Стодулки» и «Лужины».

## Характеристика станции
Станция открыта 11 ноября 1994 года в составе четвёртого пускового участка линии В «Nové Butovice - Zličín».
Расположена в районе Стодулки, на улице Мукаржовского.
Название станции дал близлежащий жилой массив. На станции единственный вестибюль (лестничный сход), имеется лифт для инвалидов.
Конструкция станции — наземная-крытая. Это отразилось в необычном интерьере станции — путевые стены полностью застеклены, из-за чего станция выглядит очень светлой и просторной.